# Tărneane, Vidin
Tărneane (în bulgară Търняне) este un sat în comuna Vidin, regiunea Vidin,  Bulgaria. 

## Demografie
Componența etnică a satului Tărneane
     Bulgari (90,81%)
     Romi (7,02%)
     Nicio identificare (2,16%)
     Altele (0%)
La recensământul din 2011, populația satului Tărneane era de 185 locuitori. Din punct de vedere etnic, majoritatea locuitorilor (90,81%) erau bulgari, cu o minoritate de romi (7,02%). Pentru 2,16% din locuitori nu este cunoscută apartenența etnică.